# Baishuijiang
Baishuijiang är en köping i Kina. Den ligger i provinsen Shaanxi, i den nordvästra delen av landet, omkring 270 kilometer väster om provinshuvudstaden Xi'an. Antalet invånare är 10 054. Befolkningen består av 4 433 kvinnor och 5 621 män. Barn under 15 år utgör 13,0 %, vuxna 15-64 år 76 %, och äldre över 65 år 10,0 %.
Runt Baishuijiang är det ganska tätbefolkat, med 67 invånare per kvadratkilometer. Närmaste större samhälle är Xujiaping, 19,3 km söder om Baishuijiang. I omgivningarna runt Baishuijiang växer i huvudsak blandskog.
Genomsnittlig årsnederbörd är 896 millimeter. Den regnigaste månaden är juli, med i genomsnitt 184 mm nederbörd, och den torraste är december, med 2 mm nederbörd.